# Châteauneuf-le-Rouge
 Châteauneuf-le-Rouge  es una comuna y población de Francia, en la región de Provenza-Alpes-Costa Azul, departamento de Bocas del Ródano, en el distrito de Aix-en-Provence y cantón de Trets.
Su población en el censo de 1999 era de 1.869 habitantes.
Está integrada en la Communauté d’agglomération du Pays d’Aix-en-Provence .

## Demografía
| 113 | 165 | 285 | 1071 | 1283 | 1869 |
| Para los censos de 1962 a 1999 la población legal corresponde a la población sin duplicidades (Fuente: INSEE [Consultar]) |     |     |      |      |      |

- Datos: Q474041
- Multimedia: Châteauneuf-le-Rouge / Q474041

1. ↑  Worldpostalcodes.org, código postal n.º 13790.
2. ↑  INSEE, Datos de población para el año 2012 de Châteauneuf-le-Rouge (en francés).